# Lawrence Brittain
Lawrence Brittain (9 novembre 1990) è un canottiere sudafricano, vincitore della medaglia d'argento nel 2 senza a Rio de Janeiro 2016 in coppia con Shaun Keeling.

## Palmarès
- Giochi olimpici

Rio de Janeiro 2016: argento nel 2 senza.